# Sublette (Kansas)
Sublette – miasto w Stanach Zjednoczonych, w stanie Kansas, siedziba administracyjna hrabstwa Haskell.